# Хиншоу, Уильям Уэйд

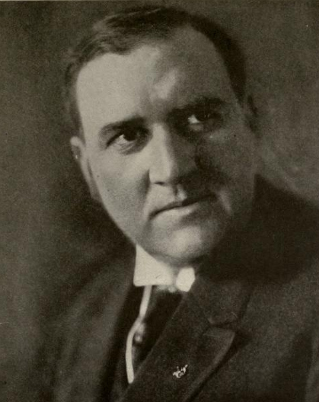

Уильям Уэйд Хиншоу (англ. William Wade Hinshaw; 3 ноября 1867, Провиденс, округ Хардин, штат Айова — 27 ноября 1947, Вашингтон) — американский оперный певец (баритон) и продюсер. Отец политика Джона Карла Хиншоу.
Окончил квакерскую школу в Айове (1886), после чего учился в Нормальной школе Северной Индианы, получив дипломы бакалавра по инженерному делу (1888), музыке (1890) и праву (1897); юридическое образование получил уже в должности декана отделения музыки того же университета (1895—1899). Учился вокалу в США и Германии.
В 1899 г. дебютировал в Сент-Луисе в партии Мефистофеля в опере Шарля Гуно «Фауст». Затем обосновался в Чикаго, преподавал, в 1903—1907 гг. возглавлял Чикагскую консерваторию, затем в 1907—1909 гг. руководил собственной консерваторией.
В 1910—1913 гг. солист Метрополитен-оперы, первый исполнитель партии Глума в опере Горацио Паркера «Мона» (1912); в дальнейшем исполнил также партию Короля в опере Паркера «Страна чудес» (Лос-Анджелес, 1915). В 1913—1918 гг. пел на различных американских оперных сценах. В партии Вотана («Кольцо нибелунга» Рихарда Вагнера) выступал на посвящённых вагнеровской тетралогии оперных фестивалях в Граце (1912) и Берлине (1914); по окончании второго из них был застигнут в Германии Первой мировой войной и с трудом вернулся в США через Нидерланды. В 1916 г. был одним из соратников Дэвида Биспема при создании частной антрепризы «Общество американских певцов» (англ. The Society of American Singers), в 1918—1920 гг. президент этой компании.
В 1920 г. в качестве импресарио осуществил постановку комической оперы Вольфганга Амадея Моцарта «Директор театра» в английском переводе силами разъездной труппы. Опера была в течение нескольких лет представлена около 800 раз в различных городах США и Канады, а также на Кубе. В 1925 г. организовал Моцартовский фестиваль в Гаване, первый в кубинской истории; годом позже провёл аналогичный фестиваль в Цинциннати. Почётный доктор музыки Университета Валпарейзо (1926).
В 1926 г. из-за прогрессирующей глухоты завершил занятия музыкой. Последние 20 лет жизни посвятил изучению и систематизации сведений о религиозной жизни квакеров в США. Собранные Хиншоу материалы о молитвенных собраниях квакеров были изданы в 1936—1950 гг. в шести томах под названием «Энциклопедия американской квакерской генеалогии» (англ. Encyclopedia of American Quaker Genealogy).